# George Ellis
George Francis Rayner Ellis (11 agosto 1939) è un fisico sudafricano.

## Biografia
È Professore emerito di Sistemi complessi presso il Dipartimento di Matematica e Matematica Applicata dell'Università di Città del Capo. Nel 1973 ha scritto, insieme a Stephen Hawking, della monografia The Large Scale Structure of Space-Time. Ellis è considerato uno dei più importanti teorici di cosmologia al mondo. Ellis è un quacchero molto attivo nella sua comunità e nel 2004 ha vinto il Premio Templeton per il progresso nella Religione.  Dal 1989 al 1992 è stato Presidente della International Society on General Relativity and Gravitation (ISGRG). È ex Presidente della International Society for Science and Religion (ISSR). Ellis è un A-rated researcher presso la National Research Foundation of South Africa.
Negli anni '70 e '80, durante il governo segregazionista del Partito nazionale Sudafricano, Ellis è stato aperto oppositore delle politiche di apartheid, ed è in quel periodo che ha concentrato le sue attenzioni sugli aspetti più filosofici della cosmologia, con ricerche che gli hanno fruttato il premio Templeton. Ellis è stato insignito della Gran Croce dell’Ordine della Stella del Sudafrica da Nelson Mandela, nel 1999.  Il 18 maggio 2007 è stato eletto Fellow della Royal Society. 
Nel 2005 è stato ospite alla Nobel Conference tenutasi a St. Peter, Minnesota. 

## Libri
- (con Stephen Hawking),  Hawking, S.W. e Ellis, G.F.R., The Large Scale Structure of Space-Time, Cambridge, Cambridge University Press, 1973, ISBN 0-521-20016-4.
- (con David Dewar), Low Income Housing Policy in South Africa, Urban Problems Research Unit, UCT, 1979.
- (con Ruth Williams), Flat and Curved Space Times, Oxford University Press, 1988 (revised edition, 2000).
- Before the Beginning: Cosmology Explained, Bowerdean/Marion Boyars, 1993.
- (con A. Lanza and J. Miller), The Renaissance of General Relativity and Cosmology, University Press, Cambridge, 1993; paperback, 2005.
- Science Research Policy in South Africa, Royal Society of South Africa, 1994.
- (con Nancey Murphy), On The Moral Nature of the universe: Cosmology, Theology, and Ethics, Fortress Press, 1996.
- (con John Wainwright) (Eds.),  Wainwright, J. e Ellis, G.F.R. (a cura di), Dynamical Systems in Cosmology, Cambridge, Cambridge University Press, 1997, ISBN 0-521-55457-8.
- (con Peter Coles), Is The Universe Open or Closed? The Density of Matter in the Universe, Cambridge University Press, 1997.
- (Ed.), The Far Future Universe, Templeton Foundation Press, 2002.
- Science in Faith and Hope: an interaction, Quaker Books, 2004.
- (con Roy Maartens e Malcolm A. H. MacCallum), Relativistic Cosmology, Cambridge University Press, 2012.
- "How Can Physics Underlie the Mind? Top-Down Causation in the Human Context", Springer-Verlag, 2016.
- (con Mark Solms), Beyond Evolutionary Psychology. How and Why Neuropsychological Modules Arise, Cambridge University Press, 2018.